# 関町
関町（せきちょう）は、三重県鈴鹿郡にあった町。2005年（平成17年）1月11日に亀山市と合併し、新しい亀山市となったため廃止された。
中心地区である関宿は、江戸時代には東海道五十三次の47番目、鈴鹿峠越えを目前に控えた宿場町として栄え、加えて東の追分からは伊勢別街道、西の追分からは大和街道がそれぞれ分岐する交通の要衝だった。
また、古代にはこのあたりに「関郡」があったとされる。（詳細不明）

## 歴史
- 1889年（明治22年）4月1日 - 町村制施行により、木崎村・関中町・新所村・古厩村・久我村の区域をもって関町が発足。
- 1955年（昭和30年）2月1日 - 神辺村の一部（大字小野字末藤・上門田・下門田・南会下・北会下・西野・長田・山神谷・栂木・東丸・西丸・走り下）・白川村の一部（大字鷲山および大字白木字一色・吉尾・石場・山田）を編入。
- 1955年（明治30年）5月 - 関町長に伊藤偉作就任。
- 1955年（明治30年）7月 - 関保育園完成。
- 1955年（昭和30年）4月17日 - 坂下村・加太村と合併し、改めて関町が発足。
- 1956年（昭和31年）8月1日 - 加太一ツ家を阿山郡柘植町に編入。
- 1957年（昭和32年）10月 - 関町長に伊藤茂就任。
- 1958年（昭和33年）4月 - 芸濃町の一部 (萩原・福徳/旧明村)を編入。
- 1974年（昭和49年）4月 - 観音山公園聖橋完成。
- 1974年（昭和49年）8月 - 坂下地区簡易水道給水開始。
- 2005年（平成17年）1月11日 - 亀山市と合併し、改めて亀山市が発足[1]。同日関町廃止。

## 行政
- 町長：清水孝哉

## 交通

### 鉄道
- 西日本旅客鉄道（JR西日本）
  - 関西本線：関駅 - 加太駅 - 中在家信号場

### 道路
- 高速道路
  - 伊勢自動車道：関JCT
  - 名阪国道：関JCT - 関IC
- 一般国道
  - 国道1号
  - 国道25号

## 公共施設
- 関町民会館[2]
  - 図書室[2]

### 教育
- 中学校
  - 関中学校
- 小学校
  - 加太小学校
  - 関小学校